# Old Fort (Ohio)
Old Fort ist ein Census-designated place im Norden des Pleasant Townships im Seneca County im amerikanischen Bundesstaat Ohio. Obgleich es gemeindefrei ist, hat es eine Post mit der Postleitzahl 44861.

## Geschichte
Old Fort wurde 1882 nach dem Bau der New York, Chicago and St. Louis Railroad (auch als Nickel Plate bezeichnet) unter dem Namen Old Fort Seneca gegründet. Der Name stammte vom nahe gelegenen Fort Seneca, das während des Krieges von 1812 errichtet wurde. Später wurden sowohl der Bahnhof als auch der Ort in Old Fort umbenannt, um Verwechslungen mit Fort Seneca zu vermeiden. Das Eisenbahndepot von Old Fort wurde 1962 geschlossen und 1970 abgerissen.

## Bildung
In dem Gebiet finden sich an Schulen die Old Fort Christian Pre-School, die Old Fort Elementary School und die Old Fort High School. Die Old Fort Christian Pre-School ist eine Privatschule, bei den beiden anderen handelt es sich um öffentliche Schulen.

## Persönlichkeiten
- Paul Gillmor (1939–2007), republikanischer Kongressabgeordneter